# 의정부시의 국회의원

## 행정구역 변천
- 1963년 1월 1일 양주군 의정부읍에 경기도 의정부시 설치
- 1980년 4월 1일 양주군 별내면 고산리·산곡리 편입

## 의정부시의 역대 국회의원 일람
| 대수   | 이름           | 소속정당     | 임기                               | 선거구역                                                                                          |
| ------ | -------------- | ------------ | ---------------------------------- | ------------------------------------------------------------------------------------------------- |
| 제6대  | 강승구(姜昇求) | 민정당       | 1963년 12월 17일 ~ 1967년 6월 30일 | 의정부시·양주군 일원(제4선거구)                                                                   |
| 제7대  | 이진용(李珍鎔) | 민주공화당   | 1967년 7월 1일 ~ 1971년 6월 30일   | 의정부시·양주군 일원(제4선거구)                                                                   |
| 제8대  | 이윤학(李允學) | 민주공화당   | 1971년 7월 1일 ~ 1972년 10월 27일  | 의정부시·양주군 일원(제5선거구)                                                                   |
| 제9대  | 박명근(朴命根) | 민주공화당   | 1973년 3월 12일 ~ 1979년 3월 11일  | 의정부시·양주군·파주군 일원(제3선거구)                                                            |
| 제9대  | 이진용(李珍鎔) | 무소속       | 1973년 3월 12일 ~ 1979년 3월 11일  | 의정부시·양주군·파주군 일원(제3선거구)                                                            |
| 제10대 | 박명근(朴命根) | 민주공화당   | 1979년 3월 12일 ~ 1980년 10월 27일 | 의정부시·양주군·파주군 일원(제3선거구)                                                            |
| 제10대 | 김형광(金炯光) | 신민당       | 1979년 3월 12일 ~ 1980년 10월 27일 | 의정부시·양주군·파주군 일원(제3선거구)                                                            |
| 제11대 | 홍우준(洪禹俊) | 민주정의당   | 1981년 4월 11일 ~ 1985년 4월 10일  | 의정부시·양주군 일원(제5선거구)                                                                   |
| 제11대 | 김문원(金文元) | 민주한국당   | 1981년 4월 11일 ~ 1985년 4월 10일  | 의정부시·양주군 일원(제5선거구)                                                                   |
| 제12대 | 김형광(金炯光) | 신한민주당   | 1985년 4월 11일 ~ 1988년 5월 29일  | 의정부시·동두천시·양주군 일원(제3선거구)                                                          |
| 제12대 | 홍우준(洪禹俊) | 민주정의당   | 1985년 4월 11일 ~ 1988년 5월 29일  | 의정부시·동두천시·양주군 일원(제3선거구)                                                          |
| 제13대 | 김문원(金文元) | 신민주공화당 | 1988년 5월 30일 ~ 1992년 5월 29일  | 의정부시 일원                                                                                     |
| 제14대 | 문희상(文喜相) | 민주당       | 1992년 5월 30일 ~ 1996년 5월 29일  | 의정부시 일원                                                                                     |
| 제15대 | 홍문종(洪文鐘) | 신한국당     | 1996년 5월 30일 ~ 2000년 5월 29일  | 의정부시 일원                                                                                     |
| 제16대 | 문희상(文喜相) | 민주당       | 2000년 5월 30일 ~ 2003년 3월 7일   | 의정부시 일원                                                                                     |
| 제16대 | 홍문종(洪文鐘) | 한나라당     | 2003년 4월 25일 ~ 2004년 5월 29일  | 의정부시 일원                                                                                     |
| 제17대 | 문희상(文喜相) | 열린우리당   | 2004년 5월 30일 ~ 2008년 5월 29일  | 의정부시 갑: 의정부1동, 의정부2동, 의정부3동, 호원1동, 호원2동, 가능1동, 가능2동, 가능3동, 녹양동 |
| 제17대 | 강성종(康聖鐘) | 열린우리당   | 2004년 5월 30일 ~ 2008년 5월 29일  | 의정부시 을: 장암동, 신곡1동, 신곡2동, 송산1동, 송산2동, 자금동                                   |
| 제18대 | 문희상(文喜相) | 통합민주당   | 2008년 5월 30일 ~ 2012년 5월 29일  | 의정부시 갑: 의정부1동, 의정부2동, 의정부3동, 호원1동, 호원2동, 가능1동, 가능2동, 가능3동, 녹양동 |
| 제18대 | 강성종(康聖鐘) | 통합민주당   | 당선 무효                          | 의정부시 을: 장암동, 신곡1동, 신곡2동, 송산1동, 송산2동, 자금동                                   |
| 제19대 | 문희상(文喜相) | 민주통합당   | 2012년 5월 30일 ~ 2016년 5월 29일  | 의정부시 갑: 의정부1동, 의정부2동, 의정부3동, 호원1동, 호원2동, 가능1동, 가능2동, 가능3동, 녹양동 |
| 제19대 | 홍문종(洪文鐘) | 새누리당     | 2012년 5월 30일 ~ 2016년 5월 29일  | 의정부시 을: 장암동, 신곡1동, 신곡2동, 송산1동, 송산2동, 자금동                                   |
| 제20대 | 문희상(文喜相) | 더불어민주당 | 2016년 5월 30일 ~ 2020년 5월 29일  | 의정부시 갑: 의정부1동, 의정부2동, 의정부3동, 호원1동, 호원2동, 가능1동, 가능2동, 가능3동, 녹양동 |
| 제20대 | 홍문종(洪文鐘) | 새누리당     | 2016년 5월 30일 ~ 2020년 5월 29일  | 의정부시 을: 장암동, 신곡1동, 신곡2동, 송산1동, 송산2동, 자금동                                   |
| 제21대 | 오영환(吳永煥) | 더불어민주당 | 2020년 5월 30일 ~ 2024년 5월 29일  | 의정부시 갑: 의정부1동, 의정부2동, 의정부3동, 호원1동, 호원2동, 가능1동, 가능2동, 가능3동, 녹양동 |
| 제21대 | 김민철(金敏徹) | 더불어민주당 | 2020년 5월 30일 ~ 2024년 5월 29일  | 의정부시 을: 장암동, 신곡1동, 신곡2동, 송산1동, 송산2동, 자금동                                   |
| 제22대 | 박지혜(朴智慧) | 더불어민주당 | 2024년 5월 30일 ~ 현재             | 의정부시 갑: 의정부1동, 의정부2동, 의정부3동, 호원1동, 호원2동, 가능1동, 가능2동, 가능3동, 녹양동 |
| 제22대 | 이재강(李在康) | 더불어민주당 | 2024년 5월 30일 ~ 현재             | 의정부시 을: 장암동, 신곡1동, 신곡2동, 송산1동, 송산2동, 자금동                                   |

## 같이 보기
- 의정부시 (선거구)
- 의정부시 갑
- 의정부시 을
- 양주시의 국회의원
- 남양주시의 국회의원
- 서울 도봉구의 국회의원
- 서울 강북구의 국회의원
- 서울 노원구의 국회의원